# Nonthaburi
Nonthaburi (tiếng Thái: นนทบุรี, phát âm [nōn.tʰá(ʔ).bū.rīː]) là một thành phố (thesaban nakhon) chính của huyện và tỉnh có cùng tên, nằm trên lãnh thổ của 5 tambon: của huyện Mueang Nonthaburi - Suan Yai, Talat Khwan, Bang Khen, Bang Kraso và Tha Sai. Dân số năm 2006 là 266.930, là thành phố lớn thứ hai của Thái Lan. Do vị trí của nó gần thủ đô Bangkok nên trên thực tế thành phố này là một đơn vị ngoại vi của Krungthep.